# Henry Tottie (militär)
Carl Henry Tottie, född 14 juni 1888 i Hedvig Eleonora församling i Stockholms stad, död 2 maj 1952 i Oscars församling i samma stad, var en svensk militär.

## Biografi
Tottie avlade studentexamen i Gävle 1907. Han avlade officersexamen vid Krigsskolan 1909 och utnämndes samma år till underlöjtnant vid Bohusläns regemente, där han befordrades till löjtnant 1914. Han tjänstgjorde vid Topografiska avdelningen i Generalstaben 1915 och 1916, studerade vid Krigshögskolan 1916–1918, var aspirant vid Generalstaben 1919–1921, befordrades till kapten 1921, tjänstgjorde vid staben i  IV. arméfördelningen från 1921, tjänstgjorde vid Bohusläns regemente från 1923 och tjänstgjorde vid Hälsinge regemente 1928–1930. Åren 1930–1936 tjänstgjorde han åter vid Generalstaben, bland annat som överadjutant 1931–1932, som chef för Organisationsavdelningen 1932–1935 och åter som överadjutant 1935–1936. Han befordrades till major 1931 och till överstelöjtnant 1935. Därefter var han souschef vid Lantförsvarets kommandoexpedition 1935–1937, befordrades till överste i Generalstabskåren 1937, var chef för Lantförsvarets kommandoexpedition 1937–1938, sekundchef vid Svea livgarde 1938–1942, tillförordnad ställföreträdande chef för II. arméfördelningen 1941–1942 samt chef för Arméstaben tillika Generalstabskåren 1942–1943. Han var därtill ordförande för sakkunniga rörande den andliga vården inom försvarsväsendet 1937–1938, ordförande i centralrådet för religiös och kulturell verksamhet inom försvarsväsendet 1939–1942 och ordförande i 1940 års militära socialvårdskommitté. År 1943 befordrades han till generalmajor, varpå han var militärbefälhavare i II. militärområdet 1943–1951. Tottie begärde avsked på grund av en i tjänsten ådragen svårartad benskada och inträdde 1951 som generallöjtnant i reserven.
Henry Tottie invaldes 1935 som ledamot av Kungliga Krigsvetenskapsakademien.
Henry Tottie var son till överste Charles Tottie och Elisabeth Uggla. Han gifte sig 1922 med Elsa Söderhielm (1897–1978), dotter till Erik Söderhielm och Signe Gadd. Makarna Tottie är begravda på Norra begravningsplatsen i Solna.

## Utmärkelser
- Riddare av första klass av Svärdsorden, 1930.[10]
- Riddare av första klass av Vasaorden, 1931.[11]
- Riddare av Nordstjärneorden, 1936.[12]
- Kommendör av andra klass av Svärdsorden, 6 juni 1940.[13]
- Kommendör av första klass av Svärdsorden, 5 juni 1943.[14]
- Kommendör med stora korset av Svärdsorden, 6 december 1950.[15]